# Arnaud de Mortagne
Arnaud de Mortagne, était un châtelain de Tournai, seigneur de Mortagne. Fils de Évrard IV Radoul et d'Isabelle d'Enghien.

## Filiation
De son mariage avec Yolande de Coucy, fille de Thomas II de Coucy, seigneur de Vervins et de Mahaut de Rethel, ils eurent comme enfants :
- Jean de Mortagne, châtelain de Tournai et seigneur de Mortagne, se marie avec Marie de Conflans, fille d'Eustache II sire de Conflans et de sa femme Heluide de Thourotte ; et en secondes noces, il épouse Jeanne d'Antoing ;
- Guillaume de Mortagne ;
- Mathilde (ou Mahaut) de Mortagne (elle mourut en 1311 et fut inhumée en l'église abbatiale de Phalempin), qui épousa Jean III châtelain de Lille (il mourut en 1276 et fut inhumé en l'église abbatiale de Loos). Ils eurent 14 enfants ;
- Marie de Mortagne, épousa Jean Bertout, seigneur de Grammene, tué à la Bataille de Worringen (5 juin 1288).

## Sources
- Fondation pour la généalogie médiévale (en anglais);